# Georgi Kitanov
Georgi Kitanov, né le 6 mars 1995 à Blagoevgrad, est un footballeur bulgare. Il évolue au poste de gardien de but.

## Statistiques
| Saison                | Club                  | Championnat           | Championnat | Championnat | Coupe(s) nationale(s) | Coupe(s) nationale(s) | Supercoupe | Supercoupe | Total | Total |
| Saison                | Club                  | Division              | M.          | B.          | M.                    | B.                    | M.         | B.         | M.    | B.    |
| 2011-2012             | Tcherno More Varna    | A Group               | 2           | 0           | 0                     | 0                     | -          | -          | 2     | 0     |
| 2012-2013             | Tcherno More Varna    | A Group               | 28          | 0           | 1                     | 0                     | -          | -          | 29    | 0     |
| 2013-2014             | Tcherno More Varna    | A Group               | 35          | 0           | 2                     | 0                     | -          | -          | 37    | 0     |
| 2014-2015             | Tcherno More Varna    | A Group               | 12          | 0           | 0                     | 0                     | -          | -          | 12    | 0     |
| 2015-2016             | Tcherno More Varna    | A Group               | 32          | 0           | 1                     | 0                     | 1          | 0          | 34    | 0     |
| Total sur la carrière | Total sur la carrière | Total sur la carrière | 109         | 0           | 4                     | 0                     | 1          | 0          | 114   | 0     |

## Palmarès
- Vainqueur de la Coupe de Bulgarie en 2015
- Vainqueur de la Supercoupe de Bulgarie en 2015